# Boucherie à Paris
Cet article a trait à l'histoire de la boucherie à Paris en France.

## Historique

### Au Moyen Âge

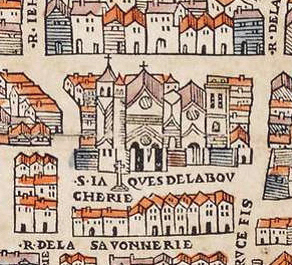
Église Saint-Jacques-la-Boucherie (c. 1550).

En 1182, les chevaliers du Temple voulurent établir une boucherie, mais la corporation des bouchers s'y opposa. Le roi Philippe Auguste, pour les apaiser et les dédommager, leur concéda le droit de vendre du poisson. Les chevaliers eurent alors de ces bouchers la permission d'établir deux étaux de douze pieds.
La première boucherie de Paris était la boucherie du Parvis-Notre-Dame, qui était située rue Massacre-Moyenne près du parvis de Notre-Dame. Elle fut exploitée jusqu'en 1222 date à laquelle elle sera délaissée totalement pour la boucherie de la Porte de Paris qui avait 25 étaux et qui était située à sa création, en 1096, hors de Paris mais au plus près du Grand-Châtelet.
La boucherie de Saint-Germain-des-Prés est créée en 1274 par Gérard de Moret, abbé de Saint-Germain-des-Prés, qui permit aux bouchers de sa terre d'avoir seize étaux, à charge par eux de payer vingt livres tournois au prévôt de l'abbaye.
La Grande Boucherie était située près du grand Châtelet et s'étendait dans les rues de la Tuerie, de la Vieille-Lanterne, de la Vieille-Place-aux-Veaux, Saint-Jérôme, de la Vieille-Tannerie, emplacements sur lesquels ont été construits le théâtre de la Ville, la rue Adolphe-Adam et le service d'identité de la ville de Paris. Le parti des Armagnacs la fit abattre et dépouilla les bouchers de leurs privilèges. Ils vinrent alors établir leurs étaux sur le pont Notre-Dame.
Une ordonnance du mois d'août 1416, faite sous le nom de Charles VI, prescrit l'établissement de quatre boucheries :
- l'une dans une partie du marché Saint-Jean,
- l'autre à l'extrémité méridionale du Petit-Pont et auprès du petit Châtelet,
- la troisième près du grand Châtelet, dite « La Grande-Boucherie », à l'opposite de l'église de Saint-Leuffroy,
- la quatrième autour des murs du cimetière Saint-Gervais. La construction de cette dernière halle fut commencée sur l'emplacement du cimetière Saint-Jean.

Depuis le XIIe siècle, la corporation des bouchers de Paris est riche, puissante et bien implantée dans les réseaux de pouvoir locaux de la capitale. Elle siégeait dans l'église Saint-Jacques-la-Boucherie. Chaque année, le jeudi Gras, les bouchers démontrent publiquement leur arrogante puissance lors du cortège du Bœuf gras. L’abattage des bestiaux se pratique au cœur de Paris, dans les ruelles situées autour du Grand Châtelet, dont la Grande Boucherie est voisine. Même si les charcutiers (dont la corporation apparaît en 1476) et les rôtisseurs entament quelque peu le monopole des bouchers sur la vente de la viande fraîche à partir du XVIe siècle, les bouchers se battent avec fermeté pendant tout l’Ancien Régime pour limiter la multiplication des étaux (points de vente de la viande) et pour conserver leurs privilèges contre les professions concurrentes (volaillers, tripiers, rôtisseurs).
Les bouchers ont participé à diverses occasions aux mouvements d’insurrection urbaine dirigés contre l’État centralisateur :
- Révolte des Maillotins de 1382
- émeute cabochienne de 1412-1413
- Massacre du 12 juin 1418, où les bouchers de Paris[3], dirigés par Capeluche et les familles Goys, Saint-Yon[4] et Caboche, forcent les portes des prisons et égorgent tous les Armagnacs détenus, dont Bernard VII d'Armagnac.
- Agitation ligueuse du XVIe siècle.

Une mauvaise réputation de violence va coller de façon durable à la peau des bouchers. Cette image négative tranche avec une religiosité et un attachement au catholicisme romain qui semblent plus développés que dans les autres corps de métiers.

### Sous l'Ancien Régime
La forte endogamie et le poids de quelques grandes familles, propriétaires héréditaires des étaux de boucherie de Paris, sont une particularité de la Boucherie parisienne sous l'Ancien Régime. Malgré son opulence et son poids social, la corporation des bouchers fait face au XVIIIe siècle aux attaques des libéraux qui remettent en cause les carcans réglementaires de l’Ancien Régime et réclament une libéralisation du commerce et de l’industrie.
Depuis la fin du XVIIe siècle, l’approvisionnement en bestiaux de boucherie de Paris est soumis à un système de marchés obligatoires assez contraignant. Les marchés aux bestiaux de Sceaux et de Poissy centralisent l’ensemble des transactions de bovins et d’ovins destinés à la consommation parisienne. Les autorités publiques luttent contre le mercandage et le regrat (la revente « libre » des bêtes entre deux particuliers) et centralisent le négoce des bestiaux en des lieux (et des jours) déterminés pour assurer les conditions idéales du marché, c’est-à-dire favoriser la rencontre du maximum d’acheteurs et de vendeurs. Ce système des marchés obligatoires permet de connaître facilement l’évolution des prix (grâce aux mercuriales) et d’effectuer les contrôles sanitaires nécessaires avant d’autoriser l’entrée des bêtes dans la capitale. Les bouchers ne peuvent acheter du bétail hors des marchés de Sceaux et de Poissy dans un rayon de 7 lieues (28 km) autour de Paris. Cette zone exclusive est portée à 20 lieues (80 km) en 1735.
Le principal souci des pouvoirs publics étant d’assurer un approvisionnement en viande suffisant et régulier pour Paris, un système de crédit est mis en place pour garantir aux marchands de bestiaux tous les achats effectués par les bouchers. Renouant avec un système existant depuis le XVe siècle, Louis XIV rétablit en 1690 soixante offices de jurés-vendeurs de bestiaux, avant que la Caisse de Poissy ne soit mise en place à partir de 1707. Cette caisse de crédit prête aux bouchers de l’argent à court terme et garantit aux marchands de bestiaux le paiement de toutes les ventes effectuées sur les marchés obligatoires. En échange de ce service qui garantit l’abondance des bestiaux, une taxe est perçue sur chaque transaction. Cet impôt approvisionne le Trésor Public. Nul boucher ne peut s’y soustraire car il est obligé d’effectuer ses achats en bestiaux sur les marchés obligatoires. Ce recours forcé à un intermédiaire financier, la Caisse de Poissy, est perçu comme une atteinte néfaste à la liberté du commerce par les penseurs libéraux.

### Pendant la Révolution

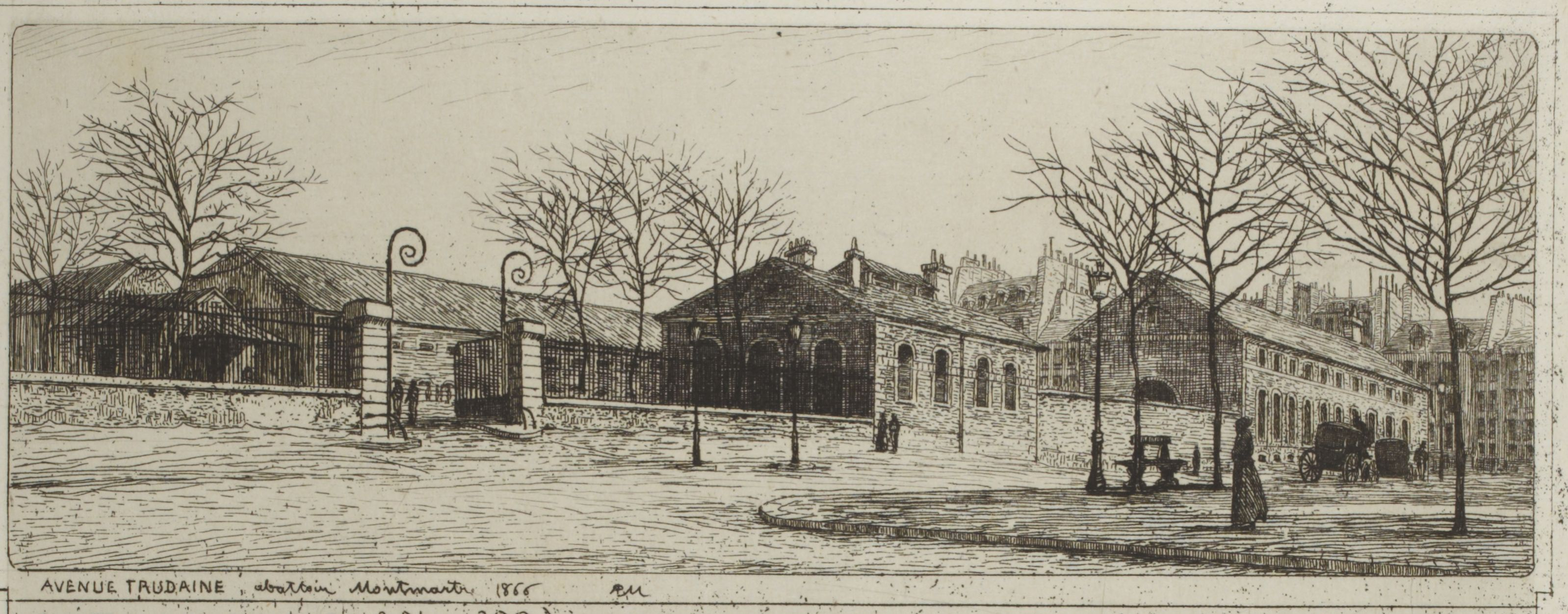
Entrée des abattoirs de Montmartre.

Alors que les luttes des bouchers contre les herbagers, les mercandiers et les forains prennent de plus en plus d’importance, c’est l’Assemblée constituante qui abolit en 1791 la communauté des bouchers de Paris, la Caisse de Poissy et le système des marchés obligatoires.
En 1789, les bouchers tuaient sous les arches du Pont au Change, et les tanneurs y préparaient les peaux. On tuait et écorchait aussi sur le quai de Gesvres, qui vers 1642, s'appelait encore « la Tuerie » et « l'Escorcherie ».
La décennie révolutionnaire (1789-1799) est lourde de conséquences sur la boucherie parisienne. Les circuits d’approvisionnement en bestiaux sont totalement perturbés par les guerres. La déréglementation du métier entraîne une inflation rapide du nombre des étaux, une augmentation du colportage et des fraudes sanitaires. Des solutions nouvelles sont expérimentées sous la Terreur (la taxation de la viande, la municipalisation de la boucherie, le rationnement dit « carême civique »).
Alors que le Directoire réorganise les patentes et les octrois, le consul Bonaparte rétablit dès mars 1800 une certaine discipline dans la profession, soumettant l’exercice du métier de boucher à l’autorisation du préfet de police.
Entre 1802 et 1811, la réglementation d’Ancien Régime est rétablie, avec le retour à la limitation du nombre des étaux, à la Caisse de Poissy et au système des marchés obligatoires.
Même si la corporation dispose d’un Bureau de la Boucherie pour gérer les affaires du métier (conflits commerciaux, contrôles sanitaires, police des abattoirs), la tutelle administrative est très lourde : chaque boucher doit verser une caution obligatoire, les syndics sont nommés par le préfet de police et non pas élus.

Jusqu'en 1808, on tuait au domicile des bouchers, c'était un spectacle répugnant. Louis Sébastien Mercier dans son Tableau de Paris, écrit en 1783 : 

« Le sang ruisselle dans les rues, il se caille sous vos pieds et vos souliers en sont rougis. En passant, vous êtes tout à coup frappé de mugissements plaintifs. Un jeune bœuf est terrassé et la tête armée est liée avec des cordes contre la terre une lourde massue lui brise le crâne, un long couteau lui fait au gosier une plaie profonde un sang qui fume, coule à gros bouillons avec sa vie. Mais ses douloureux gémissements, ses muscles qui tremblent et s'agitent par de terribles convulsions, ses abois, les derniers efforts qu'il fait pour s'arracher à une mort inévitable, tout annonce la violence de ses angoisses et les souffrances de son agonie. »

Au niveau de l’urbanisme, Napoléon prend une décision importante en 1808 : la fermeture des tueries particulières et l’ouverture de cinq grands abattoirs publics à la périphérie de Paris (Montmartre, Ménilmontant, Roule sur la rive droite ; Grenelle et Villejuif sur la rive gauche). Cette mesure va accélérer la séparation des deux activités de la boucherie : l’achat et l’abattage des bestiaux reviennent aux chevillards (bouchers en gros) alors que la découpe et la vente de la viande reviennent aux détaillants (bouchers de détail).

### AuXIXesiècle

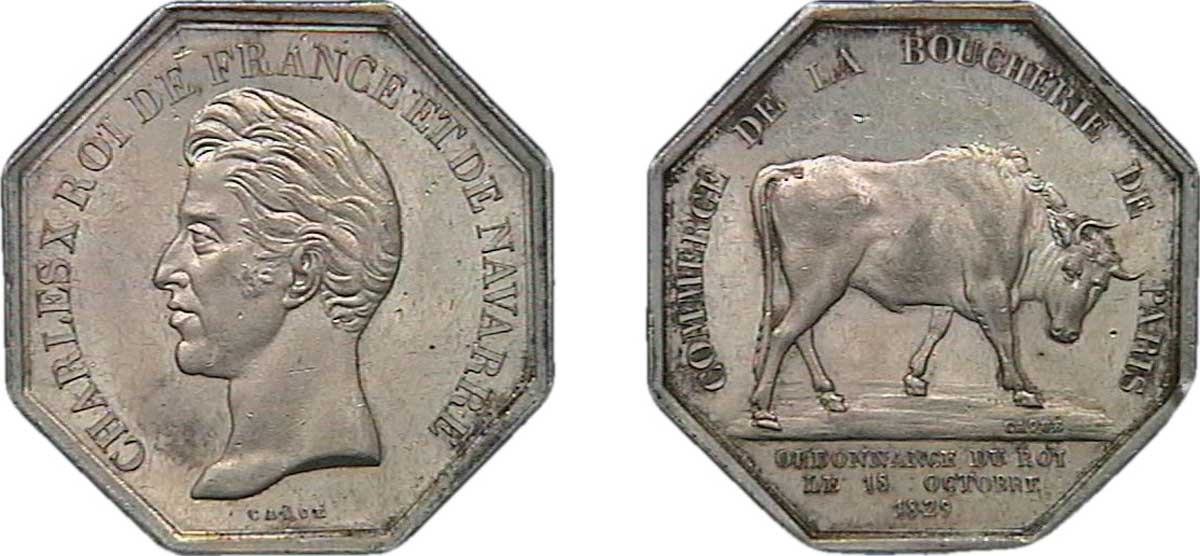
Associations professionnelles- syndicats des boucheries-charcuterie. Argent frappé en 1829.

Entre 1811 et 1858, les bouchers parisiens bénéficient d’un régime particulier car le numerus clausus les protège contre d’éventuels concurrents et la Caisse de Poissy leur fournit le crédit nécessaire à leurs achats. Le cortège du Bœuf gras est rétabli en 1805 et une messe corporative est célébrée chaque année à Pâques, en l’église Saint-Eustache de Paris. Une société de secours mutuel réservée aux bouchers, les Vrais Amis, est créée en 1820, alors que le Syndicat de la Boucherie finance une mutuelle concurrente à partir de 1824 : ces deux sociétés fusionnent en 1851.
Si officiellement la situation des bouchers semble très privilégiée entre 1811 et 1858, l’application concrète de la réglementation modifie cette image. Le commerce de la cheville, théoriquement interdit, est largement toléré dans la pratique, surtout à partir de 1830. Les dispositions minutieuses du « code Mangin » de 1830 ne sont pas respectées.
Entre 1825 et 1829, le ministère Villèle tente de libéraliser le commerce de la boucherie : le nombre des étaux passe de 370 à 500.
En 1848 et 1849, une série de mesures vient entamer largement les privilèges des bouchers : réforme des droits d’octroi, vente quotidienne sur les marchés (ce qui renforce la concurrence des forains), création de la Boucherie centrale des Hôpitaux de Paris, vente de la viande en gros à la criée aux Halles centrales.
Une enquête municipale de 1850 et une enquête parlementaire de 1851 concluent que la liberté est nécessaire au commerce de la boucherie. Après que le régime de la taxe de la viande ait été expérimenté en 1855, les autorités décident finalement en 1858 de libéraliser la boucherie parisienne : le numerus clausus, le Syndicat, la Caisse de Poissy et le système des marchés obligatoires sont supprimés.
À partir de 1858, les bouchers parisiens sont soumis aux règles générales du commerce et de l’industrie. Une banque privée, la banque Blache-Gravereau, prend la suite des opérations de crédit assurées par la Caisse de Poissy. Les contrôles sanitaires ne sont plus effectués par le Syndicat de la Boucherie mais par les services vétérinaires préfectoraux.
L’annexion à la ville de Paris des communes comprises dans l’enceinte de Thiers (loi du 16 juin 1859) offre à Paris trois nouveaux abattoirs : La Villette (dans l’ancien village), Belleville, Château Landon (rive droite) et Les Fourneaux (rive gauche). La spécialisation des chevillards et des bouchers détaillants est entérinée avec l’ouverture en 1867 des abattoirs généraux de la Villette. Les bestiaux ne sont plus négociés à Poissy et à Sceaux mais sur le marché des bestiaux de la Villette. La mise en exploitation des abattoirs de La Villette conduit à la fermeture progressive des anciennes tueries du Roule (1863), de Montmartre (1866), de Ménilmontant (1867), de La Villette (1868) et de Belleville (1869).
Alors que les syndicats professionnels sont officiellement autorisés à partir de 1884, les autorités tolèrent dès 1868 qu’un syndicat patronal de la boucherie fonctionne à Paris, pour arbitrer les conflits du métier. Du côté ouvrier, il faut attendre 1886 pour qu’une Chambre syndicale se mette en place, avec comme principale revendication le placement gratuit des employés (lutte active contre les placeurs privés). Quand la Chambre syndicale ouvrière de la Boucherie de Paris rejoint la fédération CGT de l’alimentation, en 1902, la lutte pour le repos hebdomadaire devient l’enjeu majeur jusqu’à l’obtention de la loi de 1906. De leur côté, les patrons bouchers articulent leurs combats autour de trois grands thèmes entre 1870 et 1914 : la lutte anti-fiscale (octroi, patente, droits de douane), la lutte contre les concurrents (colporteurs, coopératives, grands magasins) et la lutte contre l’intervention néfaste de l’État (taxation de la viande, boucheries municipales, boucheries militaires). Même si la majorité des bouchers semble rester fidèle au radicalisme républicain et très modérée par rapport à d’autres professions (notamment les épiciers, virulents au sein des ligues de défense du petit commerce), il est possible qu’une marge du métier ait été concernée par la dérive droitière, nationaliste et xénophobe, qui touche à partir de 1885 le petit commerce parisien et les chevillards de la Villette.

### AuXXesiècle

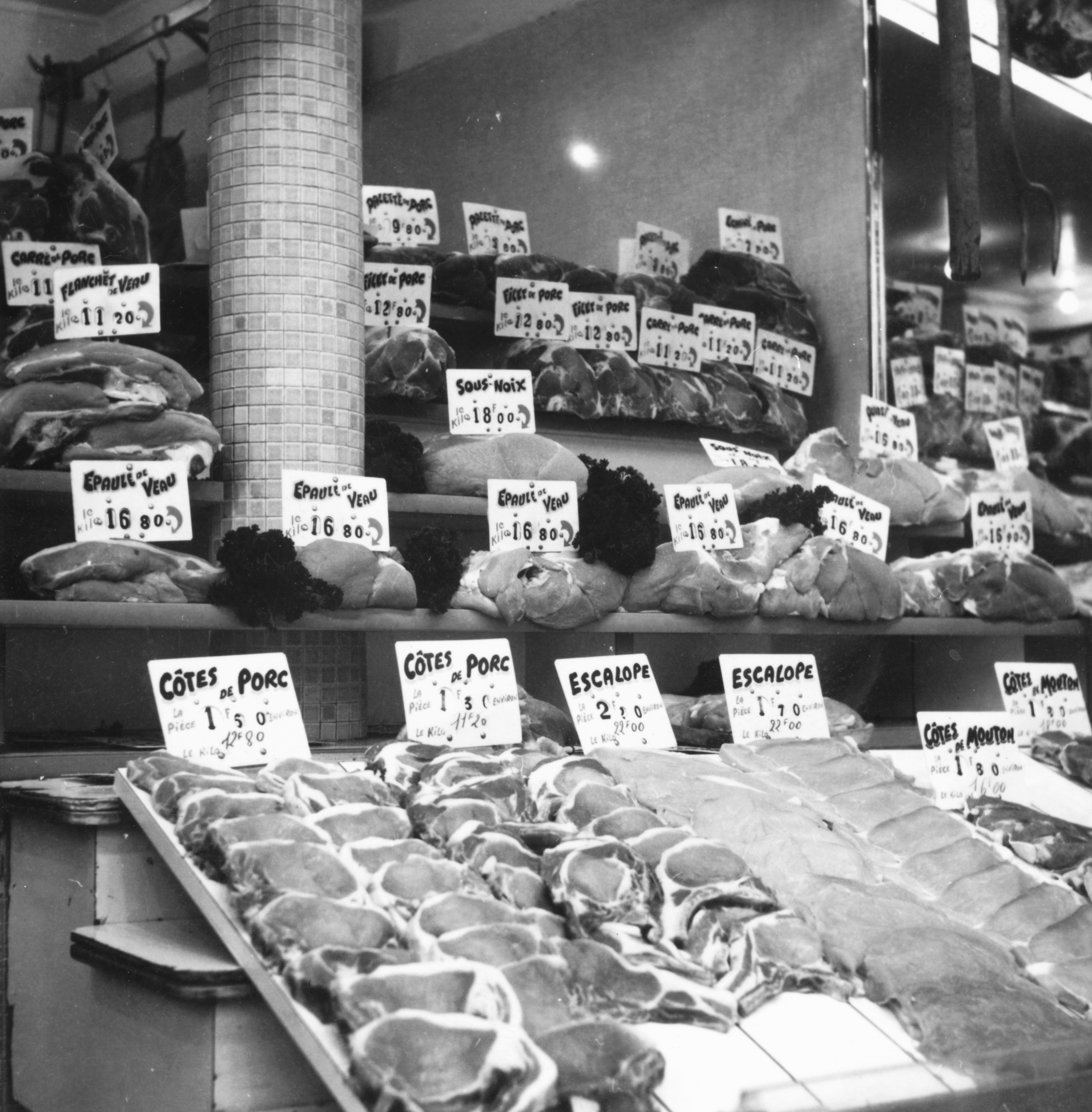
Éventaire d'un boucher à Paris en 1965.

La Première Guerre mondiale remet définitivement en cause le fragile contrat noué entre l’État et les bouchers. Dans les années 1920, les bouchers luttent sans relâche pour obtenir l’abrogation des mesures d’exception mises en place pendant la guerre : le recours à la viande frigorifiée d’importation, le contrôle des prix de la viande (taxe, barème et hausse illicite), les aides aux coopératives de consommation et aux boucheries municipales. Tenus à l’écart du mouvement artisanal, certains bouchers se tournent dès 1928 vers les solutions « radicales » prônées par l’Union des anciens combattants bouchers. Un net mouvement de retour aux valeurs traditionnelles catholiques s’amorce en 1930 avec la création de l’Union professionnelle catholique de la boucherie. La profession, déçue par les orientations prises par la société française et les gouvernements successifs, se tourne rapidement vers des idées fascisantes, où l’autorité, le nationalisme et le corporatisme sont mis en avant. L’arrivée au pouvoir du Front populaire en 1936 cristallise cette lente évolution vers la droite. Le Syndicat de la Boucherie de Paris se dote de nouveaux dirigeants qui fédèrent la résistance patronale contre les mesures sociales du gouvernement Léon Blum au sein de la Confédération générale de l’alimentation de détail et de la Confédération générale des syndicats des classes moyennes.
Pour une bonne partie des bouchers, la mise en place du régime de Vichy n’est pas perçue comme une catastrophe mais bien comme une « divine surprise ». L’abrogation des lois sociales, la mise en place d’un système corporatif, la reconnaissance des valeurs artisanales, le rétablissement de l’autorité du patron, de l’Église et du père de famille sont autant de mesures souhaitées par la majorité des commerçants. Les professionnels parisiens s’illustrent par la rapidité avec laquelle la Charte de la Boucherie est adoptée, en 1942. C’est un boucher, Georges Chaudieu, qui devient en 1942 président de l’École des hautes études artisanales. En 1943, le cardinal Suhard, archevêque de Paris, préside la messe annuelle des bouchers, en présence de tous les dirigeants syndicaux patronaux.